# Водораслите на Пеле
Водораслите на Пеле (пелеит) (на хавайски: Limu o Pele) са вид базалтово вулканично стъкло – леко извити, тънки като хартия, полупрозрачни, крехки стъклени люспи. Съдържат преобладаващо аморфен SiO2 и често се срещат на Хавайските острови. Носят името на хавайската богиня на огъня и вулканите.

## Образуване
Когато вулканът изригва под вода, горещата магма влиза в контакт със студената вода, външната ѝ част бързо се охлажда и моментално се втвърдява във вид на вулканично стъкло. Тогава горещият поток продължава да се движи във вътрешността на новосъздадената тръба и увлича със себе си скалните фрагменти, разпръснати по него. При този процес, който може да се получи на всякаква дълбочина, външният магмен слой е много по-студен от вътрешния и температурният градиент между центъра и повърхността нараства. С бързото последващо напредване на лавата под вода, вътрешният слой също започва да се охлажда, втвърдява и свива, вследствие на което външният започва да се напуква и раздробява.
Когато лавата навлиза в морето през тези канали, морската вода около тях започва бързо да се разширява и да кипи. В канала попадат малки количества пара, която образува крехки лавови мехурчета, пълни с нея, които бързо застиват. Те могат да станат много големи и да достигнат до няколко метра в диаметър, преди да се спукат. При ограниченото налягане в тръбата, по която става движението на лавата, рязкото охлаждане и продължителното разширяване, крехките им стени започват да се раздробяват на извити по повърхността на сферите, тънки като хартия фрагменти, напомнящи на водорасли. Образуват се тънки плочици и натрошени парчета от кафеникаво-зелено до почти прозрачно стъкло с максимална дължина 20 см.
Водораслите на Пеле се формират по време на леки пирокластични изригвания под вода и се охлаждат най-бързо от всяко друго естествено вулканично стъкло. Взаимодействията на лавата с морска вода могат да бъдат експлозивни.
Когато изригването е дълбоководно, мехурчетата се образуват по подобен начин, но разширяването им е ограничено поради повишеното околно налягане и по-високия вискозитет на водата. Процесът на образуване на водораслите на Пеле в дълбоко море се променя също от различните механизми на топлопредаване и скоростта на охлаждане на магмата.

## Разпространение
Водораслите на Пеле се срещат при крайбрежните зони, там където лавата е била в съприкосновение с водата. Обикновено се намират в пукнатини по застинали лавови потоци по морския бряг. Могат да се наблюдават и при подводните вулкани.